# Acceleration
Acceleration é um filme de ação estadunidense de 2019 dirigido por Michael Merino e Daniel Zirilli. O filme é estrelado por Sean Patrick Flanery, Dolph Lundgren, Chuck Liddell, Danny Trejo e Natalie Burn, que também é produtora.

## Sinopse
Vladik Zorich, um senhor do crime cujos tentáculos permeiam a parte inferior de uma Los Angeles decadente enquanto negocia com armas, jogos de azar, drogas e tráfico de pele, é traído por seu agente de maior confiança, Rhona Zyocki. A propensão de Vladik por poder, controle e violência o leva a sequestrar o filho de Rhona, forçando Rhona a participar de uma eliminação planejada dos inimigos e identidades de Vladik. Enquanto a vida de seu filho está em jogo, Rhona luta para encontrar e matar os inimigos mais violentos e distorcidos de Vladik e recuperar bens e informações valiosas, tudo em uma noite fatídica. Para mantê-la sob controle, Vladik estabelece as ‘regras’ para seu ‘jogo’ e para cada movimento de Rhona no exterior enquanto ela navega pelas ruas escuras de Los Angeles. No entanto, Vladik subestima o poder do amor de uma mãe e se vê perdendo o controle enquanto seu plano tortuoso se desfaz lentamente.[carece de fontes?]

## Elenco
- Sean Patrick Flanery como Kane
- Dolph Lundgren como Vladik Zorich
- Chuck Liddell como Hannibal
- Natalie Burn como Rhona Zyocki
- Danny Trejo como Santos
- Ian Fisher como Chiko
- Dobromir Mashukov como Mika

## Lançamento

### Nos cinemas
Acceleration foi lançado nos Estados Unidos em 8 de novembro de 2019.

## Recepção
O filme recebeu críticas geralmente desfavoráveis, com Frank Scheck do The Hollywood Reporter, Noel Murray do Los Angeles Times e Richard Whittaker do The Austin Chronicle, todos criticando o enredo pobre do filme.